# Nazionale maschile di calcio della Colombia
La nazionale di calcio della Colombia (in spagnolo Selección de fútbol de Colombia) è la rappresentativa calcistica dell'omonimo paese sudamericano. È controllata dalla Federación Colombiana de Fútbol (FCF), affiliata alla CONMEBOL.
Dopo il secondo posto nella Coppa America del 1975, la nazionale colombiana conobbe il periodo di splendore a partire dalla seconda metà degli anni '80, diventando una delle nazionali più forti del Sud America quando, guidata da talenti quali René Higuita, Andrés Escobar, Carlos Valderrama e Faustino Asprilla, si impose all'attenzione internazionale, qualificandosi per tre edizioni consecutive della Coppa del mondo. Nel 1993, in una partita di qualificazione al campionato del mondo 1994, la Colombia ottenne una larga vittoria per 5-0 contro l'Argentina vice-campione del mondo in carica.
Ha vinto la Coppa America del 2001 disputata in casa, senza subire gol e vincendo tutte le partite; vanta inoltre due secondi posti e cinque terzi posti nella competizione. Conta sei presenze alla fase finale del campionato del mondo, fra le quali quella del 2014, quando è riuscita a raggiungere i quarti di finale per la prima volta nella sua storia e ha piazzato il proprio giocatore James Rodríguez al primo posto della classifica dei marcatori (6 gol). In sette Coppe America ha ottenuto un piazzamento nei primi quattro posti.
Nella classifica mondiale della FIFA, istituita nell'agosto 1993, la Colombia ha ottenuto quale miglior piazzamento il 3º posto nel luglio e nell'agosto 2013, nel settembre 2014, nel marzo 2015 e nel giugno e nell'agosto 2016, mentre il peggiore piazzamento è il 54º posto del giugno 2011. Occupa attualmente il 12º posto della graduatoria.
I suoi giocatori sono soprannominati Cafeteros, essendo la Colombia una delle maggiori produttrici di tale pianta.

## Storia

### Gli inizi
La nazionale colombiana nacque verso la fine degli anni trenta: in seguito alla fondazione di una federazione calcistica unica (che aveva posto fine alle divisioni degli anni dieci e venti), avvenuta nel 1924, i dirigenti si concentrarono in primo luogo su una competizione che riunisse le varie selezioni locali colombiane, ciascuna rappresentante un dipartimento. Anni dopo, nel luglio 1937, per partecipare a un torneo calcistico internazionale organizzato in occasione del quattrocentesimo anniversario della fondazione della città di Cali, la federazione formò una selezione che riuniva in sé i giocatori della varie rappresentative locali. Benché la stampa definisse questa squadra Selección (cioè nazionale), il torneo di Cali non è considerato una competizione ufficiale tra nazionali maggiori, poiché a rappresentare Cuba vi era la squadra di club del Centro Gallego e in generale non vi parteciparono le nazionali A dei vari paesi.

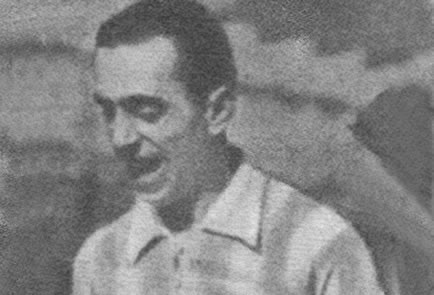
Fernando Paternoster è stato il primo allenatore straniero nella storia della selezione colombiana e anche il secondo allenatore in assoluto; è stato altresì il primo a condurre un incontro internazionale

Il debutto ufficiale della Colombia avvenne quindi il 10 febbraio 1938, durante la quarta edizione dei Giochi centramericani e caraibici tenutasi a Panama. Guidata dal tenente Alfonso Novoa, la Colombia scese in campo alle 9:45 di mattina nella città di Panama contro il Messico, in una partita arbitrata dall'uruguaiano José Mirabal, che diresse tutte le gare di quel torneo; la prima formazione della Colombia fu: Escorcia; Lugo, Lara; Joliani, Herrera, Yepes; Marcos Mejía, Torres, Pastor, Meléndez, Rafael Mejía. A realizzare il primo gol della storia della nazionale fu Rafael Mejía, che andò a segno al terzo minuto; la prima divisa era blu con una striscia centrale bianca, pantaloni e calzettoni bianchi. La prima vittoria della nazionale giunse il 14 febbraio 1938 contro la nazionale di casa.
Al termine del torneo la Colombia chiuse al terzo posto, dietro a Messico e Costa Rica; proprio contro la Costa Rica si verificò un avvenimento insolito: dopo l'assegnazione di un calcio di rigore in favore della Costa Rica, il secondo della gara, i colombiani protestarono vivacemente, tanto che la polizia dovette intervenire, portando via due calciatori colombiani. I compagni proseguirono nelle rimostranze e dovettero tutti lasciare il campo; con la Colombia fuori dal terreno di gioco, i costaricani tirarono il rigore, segnando: la partita poi terminò, venti minuti prima del tempo regolamentare. In seguito a questi fatti venne avanzata una protesta ufficiale al comitato organizzatore dei Giochi da parte della delegazione colombiana, cui però non venne dato seguito.
La nazionale colombiana tornò poi in campo nell'agosto del 1938, in occasione della prima edizione dei Giochi bolivariani, in programma a Bogotà: esordì con una sconfitta per 4-2 con il Perù, cui seguì un'altra contro l'Ecuador, nazionale debuttante in una competizione ufficiale. La vittoria contro il Venezuela fu l'unica del torneo, che per la Colombia si concluse al quarto posto su cinque squadre, in virtù dei due punti ottenuti. All'ultima gara, tenutasi il 16 agosto 1938 con la Bolivia e finita 2-1 per i boliviani, seguì una pausa di circa 6 anni e mezzo in cui la Nazionale colombiana non giocò alcun incontro internazionale.

### Le prime partecipazioni al campionato sudamericano (1945-1949)
Benché avesse aderito alla CSF, la confederazione sudamericana, già nel 1936, la Colombia non debuttò in una competizione organizzata dalla CSF fino al 1945, anno della sua prima partecipazione al Campeonato Sudamericano de Football. In occasione del Campeonato Sudamericano 1945 la Colombia decise di rispondere all'invito della CSF, inviando una propria rappresentativa nazionale: l'esordio avvenne il 21 gennaio 1945, con la sconfitta per 3-0 contro il Brasile, campione in carica. Seguirono poi altre sconfitte, tra cui quella con l'Argentina per 9-1, una delle più pesanti della storia della nazionale colombiana e della storia della Coppa America. La selezione colombiana, totalmente composta da giocatori dilettanti (il professionismo fu introdotto nel 1948), registrò quattro sconfitte, un pareggio (con la Bolivia, 3-3) e una vittoria, sull'Ecuador per 3-1. Nel 1946 la Colombia decise di non partecipare al Sudamericano, concentrandosi sui Giochi centramericani e caraibici che si tenevano in quell'anno a Barranquilla.
La nazionale colombiana vinse la medaglia d'oro in tale competizione, vincendo tutte le sei gare in programma. Nel 1947 tornò, dopo dodici mesi d'inattività, a disputare un torneo, accettando questa volta di prendere parte al Campeonato Sudamericano organizzato dall'Ecuador. In uno dei tornei più lunghi di quegli anni (per la prima volta vi partecipavano otto squadre) la Colombia giunse all'ultimo posto, registrando due pareggi (contro Ecuador e Bolivia) e perdendo le restanti cinque sfide. Nell'aprile del 1949 la Colombia prese parte al Campeonato Sudamericano in Brasile: anziché inviare una rappresentativa composta da giocatori di vari club, per il torneo la federazione decise d'inviare una sola squadra di club, l'Atlético Junior, che gareggiò come "nazionale colombiana". La squadra giunse nuovamente all'ultimo posto, con gli stessi risultati dell'edizione precedente: zero vittorie, due pareggi e cinque sconfitte.

### L'El Doradoe l'esclusione dalla FIFA (1949-1954)
Nel 1949 si verificò uno scisma interno al calcio colombiano: la DIMAYOR si separò dalla federazione vera e propria, pertanto la FIFA decise di sospendere la Colombia dall'attività internazionale. Questo portò al periodo dell'El Dorado, ovvero un'epoca di particolare ricchezza del calcio colombiano che, non dovendo più sottostare alle norme FIFA, poté alzare considerevolmente gli stipendi, attirando numerosi giocatori di rilievo. Tale situazione di libertà interna perdurò fino al 1954, anno entro il quale il "patto di Lima" tra FIFA e DIMAYOR stipulato nel 1951 prevedeva il rientro dei giocatori stranieri ai rispettivi paesi di appartenenza. La nazionale colombiana visse un periodo di circa otto anni d'inattività, che iniziò il 7 maggio 1949 e si concluse il 13 marzo 1957 con il ritorno in campo della selezione in occasione del Campeonato Sudamericano 1957.

### Il ritorno all'attività (1957)
Dopo la lunga parentesi d'assenza dai campi da gioco, la nazionale colombiana guidata dal nuovo CT Pedro Ricardo López riprese a partecipare al Sudamericano e viaggiò verso Lima per disputare il torneo del 1957. L'esordio vide una sconfitta per 8-2 contro l'Argentina; il 17 marzo la Colombia riuscì, però, per la prima volta, a battere l'Uruguay, grazie al gol di Carlos Arango che fissò il risultato sull'1-0. Il 24 marzo la Colombia venne battuta dal Brasile per 9-0, subendo la più pesante sconfitta della sua storia. A concludere la competizione fu la vittoria per 4-1 sull'Ecuador, grazie alla quale la Colombia evitò gli ultimi due posti della classifica, terminando quinta su sette nazionali. Nel giugno 1957 la Colombia affrontò il suo primo torneo di qualificazione al campionato mondiale, le eliminatorie per Svezia 1958: debuttò con un pareggio per 1-1 con l'Uruguay a Bogotà. Quel pareggio fu l'unica gara in cui la Colombia ottenne dei punti: seguirono infatti tre sconfitte che classificarono la nazionale andina all'ultimo posto, dietro a Paraguay e Uruguay. Il 23 giugno 1957 la Colombia disputò per la prima volta un'amichevole, contro il Paraguay, perdendo per 2-1: prima d'allora la nazionale aveva giocato solo competizioni ufficiali.

### Il primo campionato mondiale (1961-1962)
Dopo l'ultima gara degli anni cinquanta (7 luglio 1957 contro il Paraguay) la nazionale colombiana tornò a giocare il 5 febbraio 1961, in un'amichevole contro gli Stati Uniti, vinta per 2-0. Per il torneo di qualificazione al campionato del mondo 1962 era stato nominato CT Adolfo Pedernera, argentino già calciatore di spicco del Millonarios durante l'El Dorado ed ex allenatore dell'América de Cali nel biennio 1960-1961. La formula delle qualificazioni fu cambiata, con la formazione di tre gruppi, ciascuno comprendente due squadre: la vincente dei due confronti avrebbe guadagnato l'accesso al campionato mondiale in programma in Cile. Con la vittoria per 1-0 sul Perù a Bogotá la Colombia era riuscita a ottenere un vantaggio, che conservò nella gara di ritorno: a Lima il gol del Perù segnato su rigore al 3º minuto di gioco fu pareggiato al 67º.
La Colombia si qualificò per la prima volta al campionato del mondo proprio in occasione di Cile 1962: fu un esito inatteso, vista la lunga inattività degli anni cinquanta e i non eccelsi risultati raggiunti fino a quel momento. La nazionale si presentò al mondiale con una squadra che univa giocatori d'esperienza come il portiere Efraín Sánchez e il difensore Francisco Zuluaga, che avevano superato i trent'anni, con giovani già entrati in pianta stabile nella rosa della nazionale come Héctor Echeverri, Carlos Aponte e Rolando Serrano. Il 30 maggio Uruguay-Colombia aprì la manifestazione: andò in vantaggio la Colombia con un rigore del capitano Zuluaga, il più vecchio marcatore di quel mondiale, ma l'Uruguay vinse poi per 2-1 con gol di Luis Cubilla e José Sacía. Il pareggio per 4-4 con l'Unione Sovietica fu la gara con il maggior numero di reti segnate nel corso del mondiale; la sconfitta per 5-0 con la Jugoslavia fece sì che la Colombia finisse all'ultimo posto nel proprio girone, con un punto in tre partite, cinque reti segnate e undici subite.

### Gli anni 1960
Dopo l'ultima gara al campionato del mondo 1962 l'attività della nazionale venne nuovamente sospesa per circa nove mesi. La Colombia tornò a partecipare al Campeonato Sudamericano nel 1963: l'ultima edizione cui aveva preso parte era stata quella del 1957. Presentando una formazione rimaneggiata solo in parte rispetto al mondiale (la linea d'attacco era sostanzialmente la stessa) la Colombia perse la prima gara con l'Argentina per 4-2. La competizione si concluse con cinque sconfitte e un pareggio (ottenuto con il Perù il 24 marzo, 1-1) e l'ultimo posto in classifica. Nel settembre 1963 la nazionale disputò due amichevoli contro la Costa Rica, perdendo la prima e vincendo la seconda: questi due incontri chiusero il 1963 della Colombia, che ancora una volta sarebbe rimasta lontana dai campi per diverso tempo, fino al luglio 1965.
La nazionale della Colombia tornò a giocare per le qualificazioni al campionato del mondo 1966. Inclusa nel girone con Cile ed Ecuador, debuttò con una sconfitta per 1-0 in casa contro l'Ecuador, mentre le successive gare videro una vittoria (contro il Cile a Barranquilla) e altre due sconfitte. Avendo totalizzato due punti i colombiani chiusero all'ultimo posto nel girone e dovettero rimasero dunque fuori dal campionato mondiale. Il 1965 si era concluso con la vittoria per 2-0 sul Cile e il 1966 fu aperto da un'altra partita con il Cile, valida per le qualificazioni al Campeonato Sudamericano 1967 (che fu l'unica edizione della Coppa America a prevedere un turno eliminatorio preliminare). I cileni superarono la Colombia per 5-2 all'andata a Santiago, qualificandosi alla fase finale del Sudamericano in virtù dello 0-0 ottenuto a Bogotà.
Nel biennio 1968-1969 la federazione decise di aumentare sensibilmente il numero di partite della nazionale: dopo l'amichevole con il Messico del 16 ottobre 1968, nel 1969 la Colombia iniziò una lunga serie di amichevoli che la portarono in campo sette volte prima dell'inizio delle qualificazioni al campionato del mondo 1970: scopo di questa serie di amichevoli era preparare la squadra, migliorarne le condizioni e selezionare i giocatori da utilizzare durante le qualificazioni mondiali. Il 20 febbraio 1969, per la prima volta, la nazionale andina affrontò in amichevole una selezione europea: si trattava dell'Unione Sovietica, che a Bogotá vinse per 3-1. Il bilancio delle gare di preparazione fu di due pareggi e sei sconfitte in otto gare totali. Le eliminatorie mondiali si aprirono il 27 luglio con la vittoria per 3-0 sul Venezuela: dopo il pareggio per 1-1 con lo stesso Venezuela, il 2 agosto, arrivarono quattro sconfitte in quattro partite contro Brasile e Paraguay, che estromisero la Colombia da Messico 1970.

### Gli anni 1970: il secondo posto in Coppa America
Il 20 maggio 1970 la Colombia affrontò l'Inghilterra, inaugurando così il nuovo decennio: allo stadio Nemesio Camacho di Bogotá la nazionale di casa fu sconfitta per 4-0. Nel 1972 la selezione colombiana giocò cinque gare: due di esse furono valide per la Coppa d'Indipendenza Brasiliana, mentre le rimanenti furono amichevoli con Perù e Venezuela. Il 27 maggio 1973, con il successo su Haiti per 2-1, ottenuto grazie ai gol di Jaime Morón ed José Ernesto Díaz, la Colombia tornò a vincere una partita dopo quasi quattro anni (l'ultima era stata Colombia-Venezuela 3-0 del 27 luglio 1969). Iniziarono poi le qualificazioni al campionato del mondo 1974. Inserita nel girone con Ecuador e Uruguay, la nazionale colombiana pareggiò i primi tre incontri e vinse l'ultimo con l'Uruguay a Montevideo: arrivata a quota cinque punti, al pari degli uruguaiani, la Colombia fu eliminata per via della differenza reti sfavorevole (+1 contro il +4 dell'Uruguay).

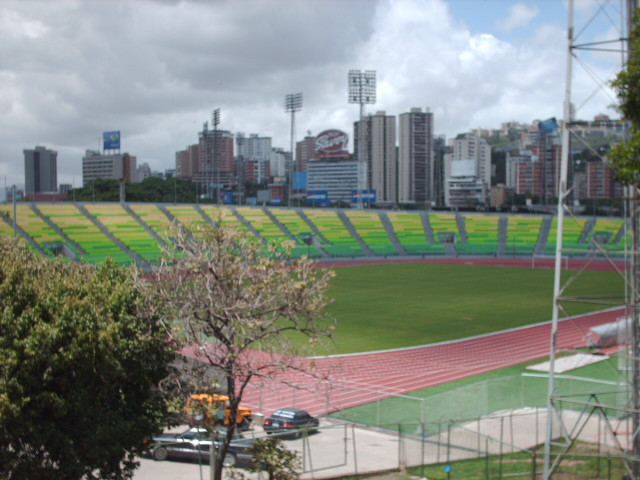
Lo stadio Olímpico di Caracas, teatro dello spareggio della Coppa America 1975

Il 1975 fu interamente dedicato alla Coppa America (che per la prima volta assumeva questo nome): l'esordio fu Colombia-Paraguay, gara vinta per 1-0 con rete di José Ernesto Díaz. Seguirono altri tre successi, che portarono la Colombia al primo posto del gruppo C, a punteggio pieno e con un solo gol subito. Con la vittoria per 3-0 sull'Uruguay in semifinale, a Bogotá, la Colombia riuscì a ottenere un vantaggio per la gara di ritorno: limitando gli uruguaiani alla vittoria per 1-0, la Colombia si qualificò, per la prima volta in assoluto, alla finale della Coppa America, grazie al complessivo 3-1 sull'Uruguay. Giunta all'atto conclusivo della manifestazione, fu contrapposta al Perù, che, dopo aver perso la prima partita per 1-0, si impose a Lima per 2-0, sicché per definire il vincitore della coppa si rese necessario lo spareggio, che premiò i peruviani (gol di Hugo Sotil che garantì la vittoria per 1-0). Nonostante la sconfitta, la nazionale colombiana fu ben accolta al ritorno in patria dal campo neutro di Caracas, dove si era disputata la finale: per la Colombia il secondo posto fu un piazzamento di prestigio, visti i risultati delle edizioni precedenti.
Nel 1976 la selezione giocò una sola partita, contro l'Uruguay a Bogotá, perdendo per 2-1. Dopo una serie di gare di preparazione, affrontò il torneo di qualificazione al campionato del mondo 1978. Al debutto pareggiò 0-0 in casa con il Brasile e i risultati successivi, un pareggio e una sconfitta, impedirono l'avanzamento al turno finale delle eliminatorie (che si giocò a Cali dal 10 al 17 luglio). Sospesa l'attività per tutto il 1978, la Colombia riprese a giocare a luglio 1979, dapprima con due gare contro una Spagna sperimentale e poi con altre due contro il Perù. Esauriti gli incontri preparatori per la Coppa America 1979, la nazionale colombiana esordì nella manifestazione con un pareggio a San Cristóbal con il Venezuela. Le vittorie con Cile e Venezuela misero la Colombia in condizione di qualificarsi alle semifinali, ma la sconfitta all'ultima partita, quella di ritorno con i cileni, esclusero i cafeteros dalla corsa alla coppa. Si chiusero così gli anni settanta della Colombia, che non tornò più in campo fino al luglio 1980.

### Gli anni 1980: transizione
Nel 1983 sulla panchina della nazionale arrivò Gabriel Ochoa Uribe, pluridecorato allenatore di Millonarios, Independiente Santa Fe e América de Cali. Nelle qualificazioni al campionato del mondo 1986 la Colombia abbandonò la divisa color salmone e iniziò ad usare i colori della bandiera nazionale: maglietta gialla, calzoncini azzurri e calzettoni rossi.
Il 1º novembre 1985 la Colombia, che avrebbe dovuto ospitare il campionato mondiale dell'anno successivo ma non poté adempiere ai requisiti della FIFA, mancò l'accesso alla rassegna perdendo contro il Paraguay: costretta dall'aritmetica a vincere per 3-0, vinse solo per 2-1, abbandonando le velleità di qualificazione. Nel 1986 León Londoño Tamayo, presidente della FCF, decise di affidare la panchina della nazionale a Francisco Maturana, che fondò l'ossatura della squadra sui giocatori dell'Atlético Nacional.

### Gli anni 1990: la generazione d'oro

La Colombia che a Italia '90 raggiunse gli ottavi di finale, suo miglior risultato nel torneo iridato fino al 2014

La Colombia visse il suo miglior periodo negli anni novanta, nei quali fu la terza forza calcistica del Sud America dopo Brasile e Argentina. Quella colombiana fu una generazione di talenti impersonata da un giocatore di classe mondiale come Carlos Valderrama e da altri di grande valore come il portiere René Higuita, Freddy Rincón, Faustino Asprilla, Adolfo Valencia.
La Colombia si qualificò per il campionato del mondo 1990 battendo l'Israele nello spareggio intercontinentale: per i Cafeteros fu la seconda partecipazione ai mondiali. Nella fase finale, in Italia, vinse per 2-0 contro gli Emirati Arabi Uniti, perse per 1-0 contro la Jugoslavia ed infine pareggiò per 1-1 contro i futuri campioni del mondo della Germania Ovest. Il cammino dei colombiani terminò agli ottavi di finale, per mano del Camerun che nei tempi supplementari batté per 2-1 i colombiani.
Si qualificò poi per il mondiale statunitense del 1994, piazzandosi prima nel proprio girone: decisiva fu la vittoria ottenuta contro l'Argentina (seconda e costretta dunque allo spareggio inter-zona contro l'Australia) per 5-0, il 5 settembre 1993 a Buenos Aires nell'ultima giornata. Negli USA la squadra allenata da Francisco Maturana fu però subito eliminata, a causa di due sconfitte nella fase a gironi contro Romania (3-1) e Stati Uniti (2-1): inutile fu la vittoria per 2-0 sulla Svizzera nell'ultimo incontro. Al ritorno in patria la nazionale fu funestata dalla morte di Andrés Escobar: il giocatore, che nella partita contro gli Stati Uniti aveva realizzato un'autorete contribuendo alla sconfitta, fu ucciso a colpi di pistola fuori da un ristorante il 2 luglio 1994 da un gruppo di narcotrafficanti: la causa del gesto fu l'ingente perdita di denaro provocata dalla sua autorete a un giro di scommesse clandestine.
Sotto la gestione di Hernán Gómez la Colombia riuscì ad accedere al campionato del mondo 1998, non andando però oltre la fase a gironi, in cui perse due partite.

### Il successo in Coppa America (2001)
Nel 2001 arrivò l'unico successo nella storia dei cafeteros, la Coppa America, di cui la Colombia fu paese organizzatore.
Battuto per 2-0 all'esordio il Venezuela, la squadra di Maturana vinse anche contro l'Ecuador (1-0) e il Cile (2-0). Nei quarti di finale batté per 3-0 il Perù e in semifinale sconfisse per 2-0 il sorprendente Honduras, che era stato chiamato a partecipare all'ultimo istante in sostituzione dell'Argentina (che aveva rinunciato al torneo per motivi di sicurezza) e nel turno precedente aveva eliminato il quotato Brasile. In finale contro il Messico fu il capitano Iván Córdoba a realizzare il gol decisivo per la vittoria (1-0). La nazionale colombiana chiudeva così un torneo perfetto, con sei partite vinte su sei, nessun gol subito e tre sole ammonizioni. Per i Cafeteros fu il primo titolo continentale: la Colombia diventava la settima nazionale a vincere la Copa América.

### Periodo di crisi (2002-2010)
Il trionfo del 2001 segnò, tuttavia, la chiusura di un'epoca: nel periodo successivo la squadra non trovò ricambi all'altezza e mancò la qualificazione ai mondiali del 2002, del 2006 e del 2010.
Il sesto posto nel girone di qualificazione sudamericano al mondiale 2002 non bastò neanche a garantire l'accesso al play-off interzona, che andò all'Uruguay per differenza reti. La Colombia si classificò sesta anche nel girone CONMEBOL di qualificazione al mondiale 2006 e settima nel girone CONMEBOL di qualificazione al mondiale 2010.
Nella Confederations Cup 2003 in Francia la Colombia arrivò seconda nel girone della prima fase, dopo aver perso all'esordio contro la Francia (1-0) e vinto contro Nuova Zelanda (3-1) e Giappone (1-0). In semifinale fu sconfitta dal Camerun (1-0) e perse anche la finale per il terzo posto contro la Turchia (2-1).
Nella Coppa America 2007 la Colombia uscì già nella prima fase. Giunta terza nel girone con Argentina, Paraguay e Stati Uniti, dopo le sconfitte contro paraguaiani (5-0) e argentini (4-2) e la vittoria contro gli statunitensi (1-0), fu la peggiore delle tre terze classificate nei tre gironi e non poté accedere ai quarti di finale.

### Buoni risultati ai mondiali (2011-2019)

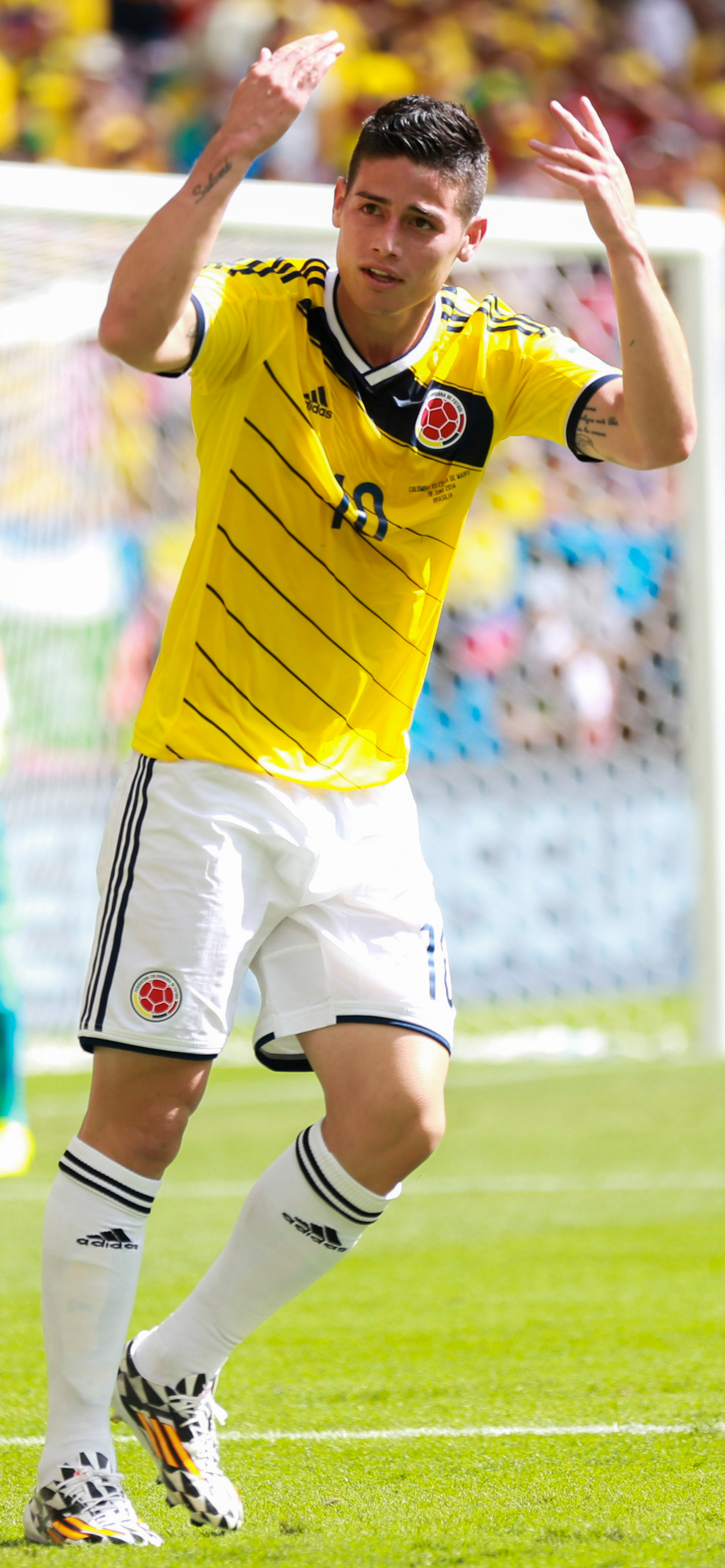
James Rodríguez, miglior marcatore del

Eliminata ai quarti di finale della Coppa America 2011, la Colombia si qualificò al campionato del mondo 2014. Grazie a una nuova generazione di talenti, nonostante la mancanza della principale stella Radamel Falcao per infortunio, i colombiani, che giocavano una fase finale del mondiale dopo 16 anni, brillarono nella fase a gironi, ottenendo tre vittorie su tre nel proprio raggruppamento, contro Grecia (3-0), Costa d'Avorio (2-1) e Giappone (4-1), confermando dunque le aspettative della vigilia come possibile sorpresa del torneo. La Colombia eguagliò così il risultato del 1990, ma questa volta superando il girone a punteggio pieno. Nel successivo ottavo di finale la nazionale colombiana si impose per 2-0 sull'Uruguay con una doppietta di James Rodríguez, divenuto inoltre il capocannoniere della manifestazione, e giunse per la prima volta della sua storia ai quarti di finale della coppa del mondo, dove fu però eliminata dai padroni di casa del Brasile, vittoriosi con il risultato di 2-1.
Nella Coppa America 2015 la squadra deluse. Sconfitta dal Venezuela (1-0), batté il Brasile (1-0) e pareggiò a reti bianche contro il Perù, qualificandosi al turno seguente come una delle due migliori terze classificate nei tre gironi. Ai quarti di finale pareggiò senza reti contro l'Argentina, che la eliminò dopo i tiri di rigore (5-4). Jeison Murillo, autore del gol della vittoria contro il Brasile, fu nominato miglior giovane del torneo e inserito nell'undici ideale della Coppa America.
Nella Coppa America Centenario del 2016 esordì battendo per 2-0 i padroni di casa degli Stati Uniti, poi batté anche il Paraguay (2-1) e si qualificò così alla fase successiva, ma come seconda classificata nel proprio raggruppamento, dato che, profondamente stravolta nell'undici titolare, perse l'ultimo incontro del girone contro la Costa Rica (3-2). Al MetLife Stadium pareggiò a reti bianche contro il Perù e lo sconfisse per 4-2 ai rigori. In semifinale fu sconfitta per 2-0 ed eliminata dalla nazionale futura vincitrice del torneo, il Cile. La Colombia guadagnò il terzo posto battendo nella finale di consolazione gli Stati Uniti per 1-0, conseguendo il proprio migliore risultato in Coppa America dal 2001, quando aveva vinto il torneo.
Ottenuta la qualificazione al campionato del mondo 2018, la Colombia fu inserita in un girone con Giappone, Polonia e Senegal. Malgrado i favori del pronostico, fu battuta per 2-1 dal Giappone, giocando per 87 minuti su 90 in dieci uomini a causa dell'espulsione in avvio di gara di Carlos Sánchez. Risollevatasi grazie alla vittoria per 3-0 contro la Polonia, la squadra sudamericana ottenne la qualificazione agli ottavi battendo per 1-0 ed eliminando il Senegal, cui sarebbe bastato un pari per superare il turno. Agli ottavi di finale la Colombia si arrese solamente ai tiri di rigore contro l'Inghilterra, dopo che i tempi regolamentari si erano conclusi sul punteggio di 1-1, con un insperato gol del pareggio segnato dai sudamericani al 93º minuto.
Chiusasi la gestione Pekerman, fu Carlos Queiroz a guidare la nazionale nella Coppa America 2019, dove la Colombia vinse il girone grazie a tre successi contro Argentina, Qatar e Paraguay, ma uscì ai quarti di finale, eliminata ai tiri di rigore dal Cile dopo lo 0-0 dei 90 minuti.

### Acuti in Coppa America (2020-oggi)
Nel dicembre 2020, a seguito di due pesanti sconfitte nelle eliminatorie del campionato del mondo 2022 (0-3 contro l'Uruguay e 1-6 contro l'Ecuador), Queiroz fu esonerato per fare posto al rientrante Reinaldo Rueda.
Nella Coppa America 2021 la squadra ottenne nel girone una vittoria e un pari e subì una sconfitta, qualificandosi alla fase a eliminazione diretta in qualità di terza classificata nel girone; ai quarti di finale eliminò l'Uruguay vincendo per 4-2 ai tiri di rigore (0-0 dopo novanta minuti), poi uscì in semifinale con l'Argentina perdendo per 2-3 ai rigori (1-1 dopo novanta minuti). Non sfuggì la conquista del terzo posto, ottenuto grazie al successo per 3-2 sul Perù; il colombiano Luis Díaz fu, con 4 gol, capocannoniere del torneo insieme all'argentino Lionel Messi.
Fallimentare si rivelò la campagna di qualificazione al campionato del mondo 2022. La Colombia non riuscì, infatti, a ottenere un posto nella rassegna in programma in Qatar, piazzandosi sesta nel girone sudamericano con 5 vittorie, 8 pareggi e 5 sconfitte, a un punto dal Perù quinto e ammesso allo spareggio interzona. La disfatta causò le dimissioni di Rueda, sostituito nel giugno 2022 da Néstor Lorenzo.
Nel giugno 2023 la Colombia ottenne la prima storica vittoria (2-0) contro la Germania in amichevole e nel novembre seguente sconfisse per 1-2 il Brasile in trasferta in una partita valida per le qualificazioni al campionato del mondo 2026. La striscia di partite senza sconfitte della gestione di Lorenzo fu prolungata a 25, compresa la prima storica vittoria (1-0) contro la Spagna in amichevole, ottenuta nel marzo 2024. Nella Coppa America 2024 la squadra vinse il girone di prima fase battendo Paraguay (2-1) e Costa Rica (3-0) e pareggiando con il Brasile (1-1), poi eliminò Panama ai quarti di finale (5-0) e Uruguay (1-0) in semifinale, qualificandosi alla finale, dove fu battuta dall'Argentina per 1-0 dopo i tempi supplementari.

## Palmarès
- Coppa America: 1

Colombia 2001
- Giochi centramericani e caraibici: 1

1946

## Commissari tecnici
- Friedrich Donnenfeld (1949)
- Adolfo Pedernera (1961-1962)
- Francisco Zuluaga (1968-1969)
- Todor Veselinović (1972-1973)
- Blagoja Vidinić (1976-1979)
- Gabriel Ochoa Uribe (1963, 1985)
- Carlos Bilardo (1980-1981)
- Francisco Maturana (1987-1990, 1993-1994, 2001, 2002-2003)
- Luis Augusto García (1991, 2000-2001)
- Hernán Darío Gómez (1995-1998, 2010-2011)[36]
- Javier Álvarez Arteaga (1999-2000)
- Reinaldo Rueda (2004-2006)
- Jorge Luis Pinto (2007-2008)
- Leonel Álvarez (2011)[37][38]
- José Pekerman (2012-2018)[39]
- Arturo Reyes (ad interim) (2018-2019)
- Carlos Queiroz (2019-2020)
- Reinaldo Rueda (2021-2022)
- Néstor Lorenzo (2022-)

## Colori e simboli

### Evoluzione della maglia
La divisa colombiana ha avuto continue modifiche nell'arco della storia della selezione ed è forse una di quelle più stravolte e travagliate in ambito internazionale.
La prima divisa di cui si hanno tracce è del 1937, indossata in occasione dell'inaugurazione dell'Estadio Olímpico Pascual Guerrero di Cali e del quarto centenario della fondazione di Cali, per il quale si tenne un torneo internazionale con Messico, Argentina, Cuba e la prima, ufficiosa, Colombia della storia. In quella prima uscita, la Colombia vinse 3–1 contro il Messico.. Non si hanno tuttavia informazioni sulle divise indossate, né sono rimaste fotografie a testimoniarne l'aspetto.
Nel 1938 la Colombia partecipò ufficialmente ai Giochi centroamericani e caraibici che si tenevano a Panama, nonché ai Giochi bolivariani dello stesso anno. La squadra per questi due tornei indossò una maglia color cielo con pantaloncini bianchi e calzettoni bianchi. L'ispirazione era fornita dalle squadre più forti del momento, l'Uruguay pluricampione olimpico e primo campione del mondo della storia, l'Italia pluricampione del mondo e l'Argentina.
Tuttavia nel 1945, a seguito dell'affiliazione della Adefútbol a FIFA e CONMEBOL e di conseguenza alla prima partecipazione alla Copa América (allora Campionato Sudamericano) che si tenne in Cile, la squadra indossò una tenuta marrone perché non si trattava di una vera e propria selezione colombiana quanto del club Junior Barranquilla. Anche nell'edizione successiva del 1949 in Brasile la Colombia venne rappresentata dal Junior Barranquilla.
All'edizione del 1957 e alla prima apparizione in Coppa del Mondo nel 1962 la Colombia passò ad un completo composta da maglia blu scuro, pantaloncini bianchi e calzettoni blu o bianchi a seconda dell'occasione. Stesso kit per le qualificazioni ai mondiali del 1966.
Il 15 giugno 1971, dopo una lotta intestina tra le due federazioni calcistiche del Paese, sorse l'attuale Federazione calcistica della Colombia che scelse, per testimoniare l'inizio di una nuova era calcistica, una divisa arancione che richiamava quella dell'Olanda che stava cambiando il gioco del calcio nel mondo: maglia arancione con bandiera colombiana che attraversava il petto, pantaloncini bianchi e calzettoni arancioni; per le partite in trasferta il completo era invertito.. La bandiera fu rimossa nella Copa América 75 mentre i pantaloncini divennero neri. Nei primi anni 80 nonostante l'assetto cromatico rimase invariato, la produzione passò ai francesi della Le Coq Sportif. Nell'amichevole del 24 agosto 1984 vinta per 1-0 contro l'Argentina, comparse di nuovo il tricolore sulle maglie.
Nel 1985 iniziò l'era tricolore per le uniformi della Colombia: a partire dalle qualificazioni ai Mondiali di calcio 1986 la Colombia scese in campo con maglia rossa con dettagli richiamanti la bandiera nazionale, pantaloncini azzurri e calzettoni gialli. La divisa non aveva fornitore ed era stata disegnata da María Elvira Pardo. La tenuta da trasferta aveva maglia gialla e calzettoni rossi. Dopo soli due anni la fornitura tecnica passò all'Adidas che utilizzò i propri layout con il medesimo schema.
Dopo una breve parentesi nella Copa América 1987 con Puma,, la fornitura tornò ad Adidas e la scelta cromatica rimase invariata
La scelta dei colori non cambiò nemmeno con Kelme ed inizialmente Comba

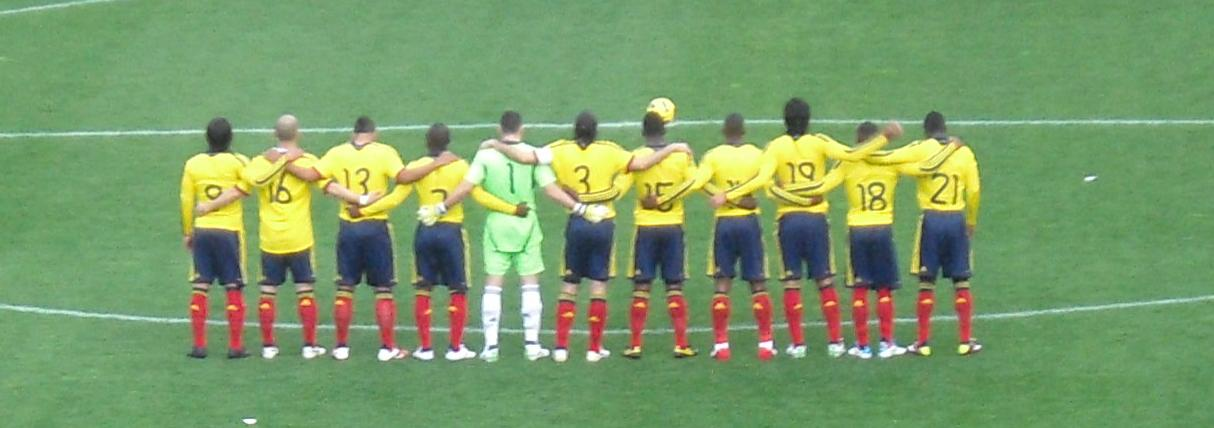
Colombia tricolore nel 2011 allo stadio Stadio Vicente Calderón

Il cambio più significativo avvenne nel 1992, quando sotto la fornitura di Comba la Colombia cominciò a giocare in giallo anche in casa. Il passaggio divenne ufficiale con la fornitura di Umbro dal 1993. La tenuta tricolore richiamante la bandiera non cambiò più anche col cambio dei fornitori (prima Reebok poi Lotto ed infine adidas)..
Nel novembre 2013 Adidas presenta le nuove divise per Brasile 2014, interrompendo la ventennale divisa tricolore: una maglia giallo brillante con un inserto blu notte è accompagnata da pantaloncini e calzettoni bianchi (i richiami alla bandiera rimangono ma molto sottili). La divisa non è stata apprezzata dai supporter colombiani se non per l'introduzione nella divisa di un motivo richiamante il Sombrero Vueltiao Al contrario è stata molto apprezzata la divisa da trasferta, nuovamente rossa dopo molti anni e non più blu come le più recenti creazioni.. È da notare tuttavia che la maglia gialla è perfettamente combinabile con i pantaloncini e i calzettoni della divisa da trasferta in modo da ottenere la tradizionale divisa tricolore.

Ha destato scandalo l'utilizzo della divisa della nazionale colombiana da parte del club iracheno del Duhok per alcune partite del campionato iracheno. L'Adidas ha smentito la partnership con il club gialloblu, e si è in seguito scoperto che i kit erano contraffatti e che il font della numerazione era il Puma Graffer, esclusività dell'omonima marca sportiva.

### Evoluzione della divisa
| (1938)                                                                                             | (1938)                                                                              | (1938) | (1938) |
| -------------------------------------------------------------------------------------------------- | ----------------------------------------------------------------------------------- | ------ | ------ |
| Casa                                                                                               | Trasferta                                                                           |        |        |
| Manica sinistra · Maglietta · Maglietta · Manica destra · Pantaloncini · Pantaloncini · Calzettoni | Manica sinistra · Maglietta · Maglietta · Manica destra · Pantaloncini · Calzettoni |        |        |
| Nessun fornitore                                                                                   |                                                                                     |        |        |

| (1947)                                                                              | (1947)                                                                              | (1947) | (1947) |
| ----------------------------------------------------------------------------------- | ----------------------------------------------------------------------------------- | ------ | ------ |
| Casa                                                                                | Trasferta                                                                           |        |        |
| Manica sinistra · Maglietta · Maglietta · Manica destra · Pantaloncini · Calzettoni | Manica sinistra · Maglietta · Maglietta · Manica destra · Pantaloncini · Calzettoni |        |        |
| Nessun fornitore                                                                    |                                                                                     |        |        |

| (1957–1960)                                                                                        | (1957–1960)                                                                                        | (1957–1960) | (1957–1960) |
| -------------------------------------------------------------------------------------------------- | -------------------------------------------------------------------------------------------------- | ----------- | ----------- |
| Casa                                                                                               | Trasferta                                                                                          |             |             |
| Manica sinistra · Maglietta · Maglietta · Manica destra · Pantaloncini · Pantaloncini · Calzettoni | Manica sinistra · Maglietta · Maglietta · Manica destra · Pantaloncini · Pantaloncini · Calzettoni |             |             |
| Nessun fornitore                                                                                   | |             |             |

| (1960–1961)                                                                                        | (1960–1961)                                                                                        | (1960–1961) | (1960–1961) |
| -------------------------------------------------------------------------------------------------- | -------------------------------------------------------------------------------------------------- | ----------- | ----------- |
| Casa                                                                                               | Trasferta                                                                                          |             |             |
| Manica sinistra · Maglietta · Maglietta · Manica destra · Pantaloncini · Pantaloncini · Calzettoni | Manica sinistra · Maglietta · Maglietta · Manica destra · Pantaloncini · Pantaloncini · Calzettoni |             |             |
| Nessun fornitore                                                                                   | |             |             |

| (1962–1965)                                                                                        | (1962–1965)                                                                                        | (1962–1965) | (1962–1965) |
| -------------------------------------------------------------------------------------------------- | -------------------------------------------------------------------------------------------------- | ----------- | ----------- |
| Casa                                                                                               | Trasferta                                                                                          |             |             |
| Manica sinistra · Maglietta · Maglietta · Manica destra · Pantaloncini · Pantaloncini · Calzettoni | Manica sinistra · Maglietta · Maglietta · Manica destra · Pantaloncini · Pantaloncini · Calzettoni |             |             |
| Nessun fornitore                                                                                   | |             |             |

| (1971–1974)                                                                                        | (1971–1974)                                                                                        | (1971–1974) | (1971–1974) |
| -------------------------------------------------------------------------------------------------- | -------------------------------------------------------------------------------------------------- | ----------- | ----------- |
| Casa                                                                                               | Trasferta                                                                                          |             |             |
| Manica sinistra · Maglietta · Maglietta · Manica destra · Pantaloncini · Pantaloncini · Calzettoni | Manica sinistra · Maglietta · Maglietta · Manica destra · Pantaloncini · Pantaloncini · Calzettoni |             |             |
| Nessun fornitore                                                                                   | |             |             |

| (1975–1979) | (1975–1979) | (1975–1979) | (1975–1979) |
| --- | --- | ----------- | ----------- |
| Casa | Trasferta |             |             |
| Manica sinistra · Manica sinistra · Maglietta · Maglietta · Manica destra · Manica destra · Pantaloncini · Pantaloncini · Calzettoni | Manica sinistra · Manica sinistra · Maglietta · Maglietta · Manica destra · Manica destra · Pantaloncini · Pantaloncini · Calzettoni |             |             |
| Nessun fornitore | |             |             |

| (1980–1981) | (1980–1981) | (1980–1981) | (1980–1981) |
| --- | --- | ----------- | ----------- |
| Casa | Trasferta |             |             |
| Manica sinistra · Manica sinistra · Maglietta · Maglietta · Manica destra · Manica destra · Pantaloncini · Pantaloncini · Calzettoni | Manica sinistra · Manica sinistra · Maglietta · Maglietta · Manica destra · Manica destra · Pantaloncini · Pantaloncini · Calzettoni |             |             |
| Le Coq Sportif | |             |             |

| (1982–1984)                                                                                        | (1982–1984)                                                                                        | (1982–1984) | (1982–1984) |
| -------------------------------------------------------------------------------------------------- | -------------------------------------------------------------------------------------------------- | ----------- | ----------- |
| Casa                                                                                               | Trasferta                                                                                          |             |             |
| Manica sinistra · Maglietta · Maglietta · Manica destra · Pantaloncini · Pantaloncini · Calzettoni | Manica sinistra · Maglietta · Maglietta · Manica destra · Pantaloncini · Pantaloncini · Calzettoni |             |             |
| Nessun fornitore                                                                                   | |             |             |

| (1985) | (1985) | (1985) | (1985) |
| --- | --- | ------ | ------ |
| Casa | Trasferta |        |        |
| Manica sinistra · Manica sinistra · Maglietta · Maglietta · Manica destra · Manica destra · Pantaloncini · Pantaloncini · Calzettoni · Calzettoni | Manica sinistra · Manica sinistra · Maglietta · Maglietta · Manica destra · Manica destra · Pantaloncini · Pantaloncini · Calzettoni · Calzettoni |        |        |
| Nessun fornitore | |        |        |

| (1985–1986) | (1985–1986) | (1985–1986) | (1985–1986) |
| --- | --- | ----------- | ----------- |
| Casa | Trasferta |             |             |
| Manica sinistra · Manica sinistra · Maglietta · Maglietta · Manica destra · Manica destra · Pantaloncini · Pantaloncini · Calzettoni · Calzettoni | Manica sinistra · Manica sinistra · Maglietta · Maglietta · Manica destra · Manica destra · Pantaloncini · Pantaloncini · Calzettoni · Calzettoni |             |             |
| Adidas | |             |             |

| (1987) | (1987) | (1987) | (1987) |
| --- | --- | ------ | ------ |
| Casa | Trasferta |        |        |
| Manica sinistra · Manica sinistra · Maglietta · Maglietta · Manica destra · Manica destra · Pantaloncini · Calzettoni | Manica sinistra · Manica sinistra · Maglietta · Maglietta · Manica destra · Manica destra · Pantaloncini · Pantaloncini · Calzettoni |        |        |
| Puma | |        |        |

| (1988–1989) | (1988–1989) | (1988–1989) | (1988–1989) |
| --- | --- | ----------- | ----------- |
| Casa | Trasferta |             |             |
| Manica sinistra · Manica sinistra · Maglietta · Maglietta · Manica destra · Manica destra · Pantaloncini · Pantaloncini · Calzettoni · Calzettoni | Manica sinistra · Manica sinistra · Maglietta · Maglietta · Manica destra · Manica destra · Pantaloncini · Pantaloncini · Calzettoni · Calzettoni |             |             |
| Adidas | |             |             |

| (1990) | (1990) | (1990) | (1990) |
| --- | --- | ------ | ------ |
| Casa | Trasferta |        |        |
| Manica sinistra · Manica sinistra · Maglietta · Maglietta · Manica destra · Manica destra · Pantaloncini · Pantaloncini · Calzettoni · Calzettoni | Manica sinistra · Manica sinistra · Maglietta · Maglietta · Manica destra · Manica destra · Pantaloncini · Pantaloncini · Calzettoni · Calzettoni |        |        |
| Adidas | |        |        |

| (1991) | (1991) | (1991) | (1991) |
| --- | --- | ------ | ------ |
| Casa | Trasferta |        |        |
| Manica sinistra · Manica sinistra · Maglietta · Maglietta · Manica destra · Manica destra · Pantaloncini · Pantaloncini · Calzettoni | Manica sinistra · Manica sinistra · Maglietta · Maglietta · Manica destra · Manica destra · Pantaloncini · Pantaloncini · Calzettoni |        |        |
| Kelme | |        |        |

| (1992) | (1992) | (1992) | (1992) |
| --- | --- | ------ | ------ |
| Casa | Trasferta |        |        |
| Manica sinistra · Manica sinistra · Maglietta · Maglietta · Manica destra · Manica destra · Pantaloncini · Calzettoni | Manica sinistra · Manica sinistra · Maglietta · Maglietta · Manica destra · Manica destra · Pantaloncini · Calzettoni |        |        |
| Comba | |        |        |

| (1993–1997) | (1993–1997) | (1993–1997) | (1993–1997) |
| --- | --- | ----------- | ----------- |
| Casa | Trasferta |             |             |
| Manica sinistra · Manica sinistra · Maglietta · Maglietta · Manica destra · Manica destra · Pantaloncini · Pantaloncini · Calzettoni · Calzettoni | Manica sinistra · Manica sinistra · Maglietta · Maglietta · Manica destra · Manica destra · Pantaloncini · Pantaloncini · Calzettoni · Calzettoni |             |             |
| Umbro | |             |             |

| (1998–2000) | (1998–2000) | (1998–2000) | (1998–2000) |
| --- | --- | ----------- | ----------- |
| Casa | Trasferta |             |             |
| Manica sinistra · Manica sinistra · Maglietta · Maglietta · Manica destra · Manica destra · Pantaloncini · Pantaloncini · Calzettoni · Calzettoni | Manica sinistra · Manica sinistra · Maglietta · Maglietta · Manica destra · Manica destra · Pantaloncini · Pantaloncini · Calzettoni · Calzettoni |             |             |
| Reebok | |             |             |

| (2001–2002) | (2001–2002) | (2001–2002) | (2001–2002) |
| --- | --- | ----------- | ----------- |
| Casa | Trasferta |             |             |
| Manica sinistra · Manica sinistra · Maglietta · Maglietta · Manica destra · Manica destra · Pantaloncini · Pantaloncini · Calzettoni · Calzettoni | Manica sinistra · Manica sinistra · Maglietta · Maglietta · Manica destra · Manica destra · Pantaloncini · Pantaloncini · Calzettoni · Calzettoni |             |             |
| Reebok | |             |             |

| (2003–2004) | (2003–2004) | (2003–2004) | (2003–2004) |
| --- | --- | ----------- | ----------- |
| Casa | Trasferta |             |             |
| Manica sinistra · Manica sinistra · Maglietta · Maglietta · Manica destra · Manica destra · Pantaloncini · Pantaloncini · Calzettoni · Calzettoni | Manica sinistra · Manica sinistra · Maglietta · Maglietta · Manica destra · Manica destra · Pantaloncini · Pantaloncini · Calzettoni · Calzettoni |             |             |
| Lotto | |             |             |

| (2004–2007) | (2004–2007) | (2004–2007) | (2004–2007) |
| --- | --- | ----------- | ----------- |
| Casa | Trasferta |             |             |
| Manica sinistra · Manica sinistra · Maglietta · Maglietta · Manica destra · Manica destra · Pantaloncini · Pantaloncini · Calzettoni · Calzettoni | Manica sinistra · Manica sinistra · Maglietta · Maglietta · Manica destra · Manica destra · Pantaloncini · Pantaloncini · Calzettoni · Calzettoni |             |             |
| Lotto | |             |             |

| (2007–2009) | (2007–2009) | (2007–2009) | (2007–2009) |
| --- | --- | ----------- | ----------- |
| Casa | Trasferta |             |             |
| Manica sinistra · Manica sinistra · Maglietta · Maglietta · Manica destra · Manica destra · Pantaloncini · Pantaloncini · Calzettoni · Calzettoni | Manica sinistra · Manica sinistra · Maglietta · Maglietta · Manica destra · Manica destra · Pantaloncini · Pantaloncini · Calzettoni · Calzettoni |             |             |
| Lotto | |             |             |

| (2009–2010) | (2009–2010) | (2009–2010) | (2009–2010) |
| --- | --- | ----------- | ----------- |
| Casa | Trasferta |             |             |
| Manica sinistra · Manica sinistra · Maglietta · Maglietta · Manica destra · Manica destra · Pantaloncini · Pantaloncini · Calzettoni · Calzettoni | Manica sinistra · Manica sinistra · Maglietta · Maglietta · Manica destra · Manica destra · Pantaloncini · Pantaloncini · Calzettoni · Calzettoni |             |             |
| Lotto | |             |             |

| (2011) | (2011) | (2011) | (2011) |
| --- | --- | ------ | ------ |
| Casa | Trasferta |        |        |
| Manica sinistra · Manica sinistra · Maglietta · Maglietta · Manica destra · Manica destra · Pantaloncini · Pantaloncini · Calzettoni · Calzettoni | Manica sinistra · Manica sinistra · Maglietta · Maglietta · Manica destra · Manica destra · Pantaloncini · Pantaloncini · Calzettoni · Calzettoni |        |        |
| Adidas (Temporaneo) | |        |        |

| (2011–2012) | (2011–2012) | (2011–2012) | (2011–2012) | (2011–2012) | (2011–2012) |
| --- | --- | ----------- | ----------- | ----------- | ----------- |
| Casa | Trasferta |             |             |             |             |
| Manica sinistra · Manica sinistra · Maglietta · Maglietta · Manica destra · Manica destra · Pantaloncini · Pantaloncini · Calzettoni · Calzettoni | Manica sinistra · Manica sinistra · Maglietta · Maglietta · Manica destra · Manica destra · Pantaloncini · Pantaloncini · Calzettoni · Calzettoni |             |             |             |             |
| Adidas | |             |             |             |             |

| (2013) | (2013) | (2013) | (2013) | (2013) | (2013) |
| --- | --- | ------ | ------ | ------ | ------ |
| Casa | Trasferta |        |        |        |        |
| Manica sinistra · Manica sinistra · Maglietta · Maglietta · Manica destra · Manica destra · Pantaloncini · Pantaloncini · Calzettoni · Calzettoni | Manica sinistra · Manica sinistra · Maglietta · Maglietta · Manica destra · Manica destra · Pantaloncini · Pantaloncini · Calzettoni · Calzettoni |        |        |        |        |
| Adidas | |        |        |        |        |

| (2014) | (2014) | (2014) | (2014) | (2014) | (2014) |
| --- | --- | ------ | ------ | ------ | ------ |
| Casa | Trasferta |        |        |        |        |
| Manica sinistra · Manica sinistra · Maglietta · Maglietta · Manica destra · Manica destra · Pantaloncini · Pantaloncini · Calzettoni · Calzettoni | Manica sinistra · Manica sinistra · Maglietta · Maglietta · Manica destra · Manica destra · Pantaloncini · Pantaloncini · Calzettoni · Calzettoni |        |        |        |        |
| Adidas | |        |        |        |        |

| (2015) | (2015) | (2015) | (2015) | (2015) | (2015) |
| --- | --- | ------ | ------ | ------ | ------ |
| Casa | Trasferta |        |        |        |        |
| Manica sinistra · Manica sinistra · Maglietta · Maglietta · Manica destra · Manica destra · Pantaloncini · Pantaloncini · Calzettoni · Calzettoni | Manica sinistra · Manica sinistra · Maglietta · Maglietta · Manica destra · Manica destra · Pantaloncini · Pantaloncini · Calzettoni · Calzettoni |        |        |        |        |
| Adidas | |        |        |        |        |

| (2016) | (2016) | (2016) | (2016) | (2016) | (2016) |
| --- | --- | ------ | ------ | ------ | ------ |
| Casa | Trasferta |        |        |        |        |
| Manica sinistra · Manica sinistra · Maglietta · Maglietta · Manica destra · Manica destra · Pantaloncini · Pantaloncini · Calzettoni | Manica sinistra · Manica sinistra · Maglietta · Maglietta · Manica destra · Manica destra · Pantaloncini · Pantaloncini · Calzettoni · Calzettoni |        |        |        |        |
| Adidas | |        |        |        |        |

### Fornitori tecnici
| Fornitore      | Periodo   |
| -------------- | --------- |
| Le Coq Sportif | 1980–1981 |
| Adidas         | 1985–1986 |
| Puma           | 1987      |
| Adidas         | 1988–1990 |
| Kelme          | 1991      |
| Comba          | 1992      |
| Umbro          | 1993–1997 |
| Reebok         | 1998–2002 |
| Lotto          | 2003–2010 |
| Adidas         | 2011–oggi |

## Partecipazioni ai tornei internazionali
Legenda: Grassetto: Risultato migliore, Corsivo: Mancate partecipazioni

### CONCACAF Gold Cup
Pur non essendo affiliata alla CONCACAF, la nazionale colombiana è stata invitata per tre volte alla Gold Cup, finendo sul podio in due occasioni.

### Giochi bolivariani
La Colombia si è classificata al quarto posto ai Giochi bolivariani casalinghi del 1938, gli unici disputati dalle selezioni maggiori delle nazioni partecipanti.

### Giochi centramericani e caraibici
I cafeteros hanno inoltre collezionato 2 medaglie (una d'oro e l'altra di bronzo) ai Giochi centramericani e caraibici, disputati dal 1930 al 1946  dalle selezioni maggiori delle nazioni partecipanti.

### Giochi panamericani
La nazionale colombiana ha partecipato ai Giochi panamericani in 6 occasioni. Tuttavia, data la natura dilettantistica della manifestazione, era impedita per regolamento la convocazione dei professionisti. Dunque fino al 2003 le selezioni erano costituite da giovani o calciatori di seconda fascia, mentre da tale data, vi è l'obbligo di schierare le Under-20. Pertanto dalla prima edizione del 1951 a quella del 1999, la Colombia in quattro partecipazioni ha collezionato una medaglia d'argento ed una di bronzo.

## Statistiche dettagliate sui tornei internazionali

### Mondiali

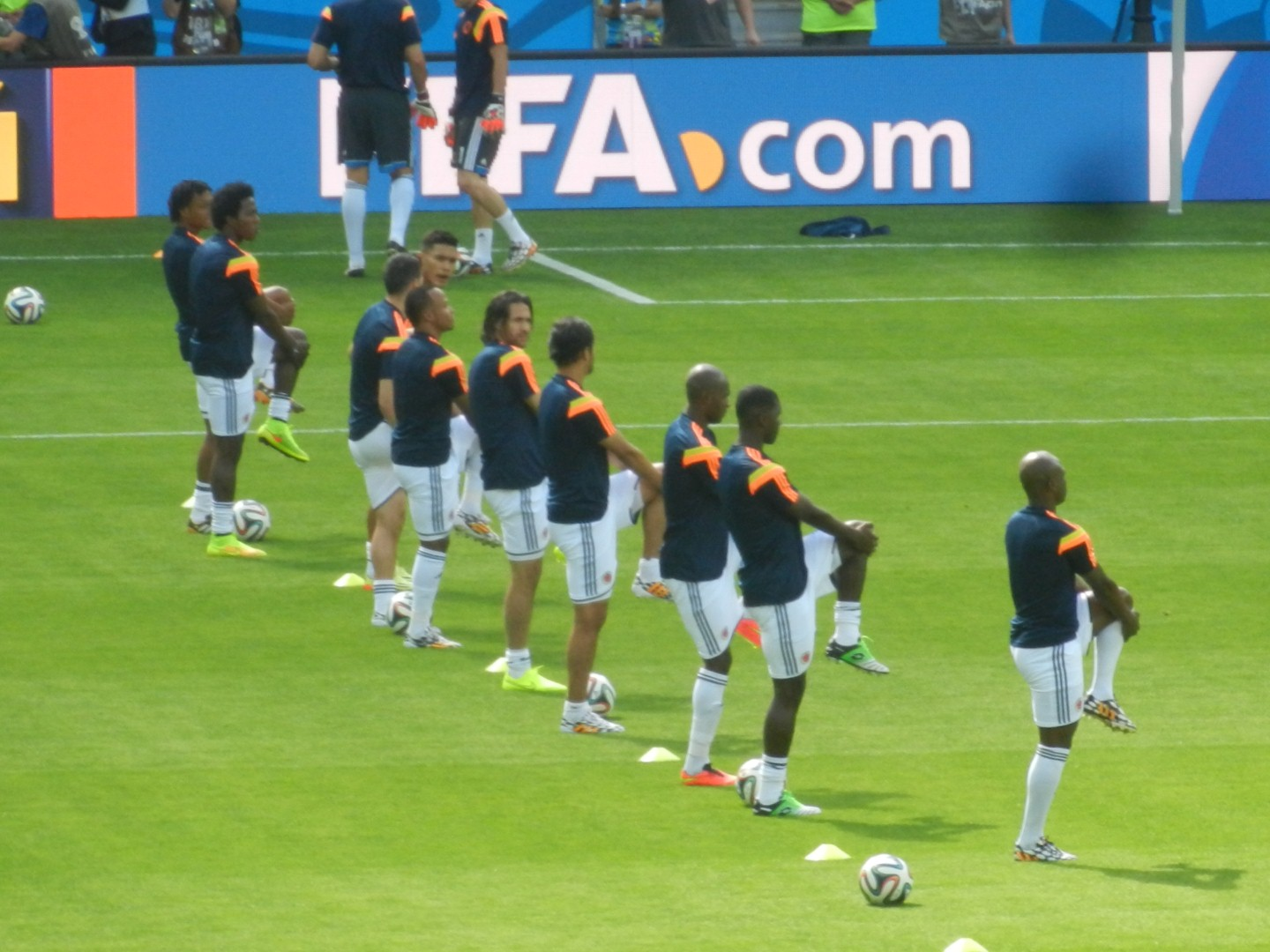
La nazionale colombiana durante le fasi di riscaldamento al mondiale brasiliano del 2014

| Anno | Luogo                    | Piazzamento                         | V | N | P | Gol  |
| ---- | ------------------------ | ----------------------------------- | - | - | - | ---- |
| 1938 | Francia                  | Ritirata prima delle qualificazioni | - | - | - | -    |
| 1950 | Brasile                  | Non partecipante                    | - | - | - | -    |
| 1954 | Svizzera                 | Non partecipante                    | - | - | - | -    |
| 1958 | Svezia                   | Non qualificata                     | - | - | - | -    |
| 1962 | Cile                     | Primo turno                         | 0 | 1 | 2 | 5:11 |
| 1966 | Inghilterra              | Non qualificata                     | - | - | - | -    |
| 1970 | Messico                  | Non qualificata                     | - | - | - | -    |
| 1974 | Germania                 | Non qualificata                     | - | - | - | -    |
| 1978 | Argentina                | Non qualificata                     | - | - | - | -    |
| 1982 | Spagna                   | Non qualificata                     | - | - | - | -    |
| 1986 | Messico                  | Non qualificata                     | - | - | - | -    |
| 1990 | Italia                   | Ottavi di finale                    | 1 | 1 | 2 | 4:5  |
| 1994 | Stati Uniti              | Primo turno                         | 1 | 0 | 2 | 4:5  |
| 1998 | Francia                  | Primo turno                         | 1 | 0 | 2 | 1:3  |
| 2002 | Giappone / Corea del Sud | Non qualificata                     | - | - | - | -    |
| 2006 | Germania                 | Non qualificata                     | - | - | - | -    |
| 2010 | Sudafrica                | Non qualificata                     | - | - | - | -    |
| 2014 | Brasile                  | Quarti di finale                    | 4 | 0 | 1 | 12:4 |
| 2018 | Russia                   | Ottavi di finale                    | 2 | 1 | 1 | 6:3  |
| 2022 | Qatar                    | Non qualificata                     | - | - | - | -    |

### Copa América
| Anno    | Luogo       | Piazzamento      | V | N | P | Gol   |
| ------- | ----------- | ---------------- | - | - | - | ----- |
| 1939    | Perù        | Rinuncia         | - | - | - | -     |
| 1941    | Cile        | Rinuncia         | - | - | - | -     |
| 1942    | Uruguay     | Rinuncia         | - | - | - | -     |
| 1945    | Cile        | Quinto posto     | 1 | 1 | 4 | 7:25  |
| 1946    | Argentina   | Rinuncia         | - | - | - | -     |
| 1947    | Ecuador     | Ottavo posto     | 0 | 2 | 5 | 2:19  |
| 1949    | Brasile     | Ottavo posto     | 0 | 2 | 5 | 4:23  |
| 1953    | Perù        | Rinuncia         | - | - | - | -     |
| 1955    | Cile        | Rinuncia         | - | - | - | -     |
| 1956    | Uruguay     | Rinuncia         | - | - | - | -     |
| 1957    | Perù        | Quinto posto     | 2 | 0 | 4 | 10:25 |
| 1959 I  | Argentina   | Rinuncia         | - | - | - | -     |
| 1959 II | Ecuador     | Rinuncia         | - | - | - | -     |
| 1963    | Bolivia     | Settimo posto    | 0 | 1 | 5 | 10:19 |
| 1967    | Uruguay     | Non qualificata  | - | - | - | -     |
| 1975    | Itinerante  | Secondo posto    | 6 | 0 | 3 | 11:5  |
| 1979    | Itinerante  | Primo turno      | 2 | 1 | 1 | 5:2   |
| 1983    | Itinerante  | Primo turno      | 0 | 2 | 2 | 4:10  |
| 1987    | Argentina   | Terzo posto      | 3 | 0 | 1 | 8:3   |
| 1989    | Brasile     | Primo turno      | 1 | 2 | 1 | 5:4   |
| 1991    | Cile        | Quarto posto     | 2 | 2 | 3 | 5:6   |
| 1993    | Ecuador     | Terzo posto      | 3 | 2 | 1 | 6:4   |
| 1995    | Uruguay     | Terzo posto      | 3 | 1 | 2 | 7:8   |
| 1997    | Bolivia     | Quarti di finale | 1 | 0 | 3 | 6:7   |
| 1999    | Paraguay    | Quarti di finale | 3 | 0 | 1 | 8:4   |
| 2001    | Colombia    | Campione         | 6 | 0 | 0 | 11:0  |
| 2004    | Perù        | Quarto posto     | 3 | 1 | 2 | 7:7   |
| 2007    | Venezuela   | Primo turno      | 1 | 0 | 2 | 3:9   |
| 2011    | Argentina   | Quarti di finale | 2 | 1 | 1 | 3:2   |
| 2015    | Cile        | Quarti di finale | 1 | 2 | 1 | 1:1   |
| 2016    | Stati Uniti | Terzo posto      | 3 | 1 | 2 | 7:6   |
| 2019    | Brasile     | Quarti di finale | 3 | 1 | 0 | 4:0   |
| 2021    | Brasile     | Terzo posto      | 2 | 3 | 2 | 7:7   |
| 2024    | Stati Uniti | Secondo posto    | 4 | 1 | 1 | 12:3  |

### Olimpiadi
| Anno | Luogo  | Piazzamento      | V | N | P | Gol |
| ---- | ------ | ---------------- | - | - | - | --- |
| 1948 | Londra | Non partecipante | - | - | - | -   |

- Nota bene: per le informazioni sui risultati ai Giochi olimpici nelle edizioni successive al 1948 visionare la pagina della nazionale olimpica.

### Confederations Cup
| Anno | Luogo                    | Piazzamento     | V | N | P | Gol |
| ---- | ------------------------ | --------------- | - | - | - | --- |
| 1992 | Arabia Saudita           | Non invitata    | - | - | - | -   |
| 1995 | Arabia Saudita           | Non invitata    | - | - | - | -   |
| 1997 | Arabia Saudita           | Non qualificata | - | - | - | -   |
| 1999 | Messico                  | Non qualificata | - | - | - | -   |
| 2001 | Corea del Sud / Giappone | Non qualificata | - | - | - | -   |
| 2003 | Francia                  | Quarto posto    | 2 | 0 | 3 | 5:5 |
| 2005 | Germania                 | Non qualificata | - | - | - | -   |
| 2009 | Sudafrica                | Non qualificata | - | - | - | -   |
| 2013 | Brasile                  | Non qualificata | - | - | - | -   |
| 2017 | Russia                   | Non qualificata | - | - | - | -   |

### CONCACAF Gold Cup
| Anno | Luogo                 | Piazzamento      | V | N | P | Gol |
| ---- | --------------------- | ---------------- | - | - | - | --- |
| 2000 | Stati Uniti           | Secondo posto    | 2 | 1 | 2 | 5:6 |
| 2003 | Stati Uniti / Messico | Quarti di finale | 1 | 1 | 1 | 2:3 |
| 2005 | Stati Uniti           | Terzo posto      | 2 | 0 | 3 | 7:7 |

### Giochi bolivariani
| Anno | Luogo  | Piazzamento  | V | N | P | Gol |
| ---- | ------ | ------------ | - | - | - | --- |
| 1938 | Bogotà | Quarto posto | 1 | 0 | 3 | 6:8 |

### Giochi centramericani e caraibici
| Anno | Luogo        | Piazzamento | V | N | P | Gol   |
| ---- | ------------ | ----------- | - | - | - | ----- |
| 1938 | Panama       | Terzo posto | 2 | 0 | 3 | 10:11 |
| 1946 | Barranquilla | Campione    | 6 | 0 | 0 | 20:7  |

## Tutte le rose

### Mondiali
Coppa del Mondo FIFA 19621 Sánchez, 2 Vivas, 3 Zuluaga, 4 Alzate, 5 J. González, 6 Calle, 7 Aponte, 8 Echeverri, 9 Silva, 10 Serrano, 11 López, 12 Tovar, 13 Aceros, 14 Paz, 15 Coll, 16 Pérez, 17 Klinger, 18 Escobar, 19 Gamboa, 20 Rada, 21 H. González, 22 Arias, CT: Pedernera
Coppa del Mondo FIFA 19901 Higuita, 2 Escobar, 3 Gi. Gómez, 4 Herrera, 5 Villa, 6 Pérez, 7 Estrada, 8 Ga. Gómez, 9 Guerrero, 10 Valderrama, 11 Redín, 12 Niño, 13 Hoyos, 14 Álvarez, 15 Perea, 16 Iguarán, 17 Cassiani, 18 Cabrera, 19 Rincón, 20 Fajardo, 21 Mendoza, 22 Hernández, CT: Maturana
Coppa del Mondo FIFA 19941 Córdoba, 2 Escobar, 3 Mendoza, 4 Herrera, 5 Gaviria, 6 Gómez, 7 de Ávila, 8 Lozano, 9 Valenciano, 10 Valderrama, 11 Valencia, 12 Mondragón, 13 Ortiz, 14 Álvarez, 15 Perea, 16 Aristizábal, 17 Serna, 18 Cortés, 19 Rincón, 20 Pérez, 21 Asprilla, 22 Pazo, CT: Maturana
Coppa del Mondo FIFA 19981 Ó. Córdoba, 2 I. Córdoba, 3 Palacios, 4 Santa, 5 Bermúdez, 6 Serna, 7 de Ávila, 8 Lozano, 9 Valencia, 10 Valderrama, 11 Asprilla, 12 Calero, 13 Cabrera, 14 Bolaño, 15 Aristizábal, 16 Moreno, 17 Estrada, 18 Pérez, 19 Rincón, 20 Ricard, 21 Preciado, 22 Mondragón, CT: Gómez
Coppa del Mondo FIFA 20141 Ospina, 2 Zapata, 3 Yepes, 4 Arias, 5 Carbonero, 6 Sánchez, 7 Armero, 8 Aguilar, 9 Gutiérrez, 10 Rodríguez, 11 Cuadrado, 12 Vargas, 13 Guarín, 14 Ibarbo, 15 Mejía, 16 Balanta, 17 Bacca, 18 Zúñiga, 19 Ramos, 20 Quintero, 21 Martínez, 22 Mondragón, 23 Valdés, CT: Pekerman
Coppa del Mondo FIFA 20181 Ospina, 2 Zapata, 3 Murillo, 4 Arias, 5 Barrios, 6 C. Sánchez, 7 Bacca, 8 Aguilar, 9 Falcao, 10 Rodríguez, 11 J. G. Cuadrado, 12 Vargas, 13 Mina, 14 Muriel, 15 Uribe, 16 Lerma, 17 Mojica, 18 Díaz, 19 Borja, 20 Quintero, 21 Izquierdo, 22 J. F. Cuadrado, 23 D. Sánchez, CT: Pekerman

### Campeonato Sudamericano de Football/Copa América
Campeonato Sudamericano 1947P Acosta, P E. Sánchez, D Gamboa, D Londoño, D Mejía, D Picalúa, C De la Hoz, C Estupiñán, C Mallarino, C Quintero, C Serna, C Vivares, A Carrillo, A Flórez, A García, A González, A Ra. Granados, A Ri. Granados, A Meléndez, A Pérez, A Ruiz, A Soto, A Vásquez, CT: Taioli
Campeonato Sudamericano 1949P Ojeda, P E. Sánchez, D Marriaga, D Mejía, D Picalúa, C Gastelbondo, C Guerra, C Gutiérrez, C Muñoz, A Apolinario, A Berdugo, A Carrillo, A De León, A García, A González, A Nieto Pérez, A Pedraza, A N. Pérez, A Ruiz, A Ucrós, CT: Donnenfeld
Campeonato Sudamericano 1957P Benítez, P E. Sánchez, D Mendoza, D I. Sánchez, D Zuluaga, C Abadía, C Díaz, C Escobar, C Rubio, C Silva, C Sinisterra, C Viáfara, A Álvarez, A Andrade, A Aragón, A Arango, A Carrillo, A Gamboa, A Gutiérrez, A Mosquera, A Valencia, CT: López
Campeonato Sudamericano 1963P Mosquera, P Vivas, D Alzate, D Aponte, D Co. Arango, D J. González, D López, D Marín, D Sánchez, C Aceros, C Coll, C G. González, C Serrano, C Silva, A Ca. Arango, A Arias, A Botero, A Campillo, A Gamboa, A F. González, A H. González, A Salla, CT: Ochoa Uribe
Copa América 1975P Zape, P Deluque, D Angulo, D Bolaño, D Caicedo, D Escobar, D Rubio, D Segovia, D Soto, C Arboleda, C Calero, C Castro, C González, C Rendón, C Retat, C Umaña, C Zárate, A Campaz, A Díaz, A Lóndero, A López, A Ortiz, A Silva Pacheco, CT: Sánchez
Copa América 1979P Mina, P Zape, C Ríos, D Bolaño, D Castro, D Escobar, D Prince, D Reyes, C Chaparro, C Herrera, C López, C Lugo, C Muñoz, C Otero, C Valverde, A Agudelo, A Iguarán, A Díaz, A Morón, A Ortiz, A Valderrama, A Vilarete, CT: Vidinić
Copa América 1983A Barrios, P Mina, D Blanco, D Bolaño, D Escobar, D Hoyos, D Nolberto Molina, D Luna, D Prince, D Viáfara, C Caicedo, C Díaz, C Herrera, C Ortiz, C Peluffo, C Sarmiento, A de Ávila, A Fiorillo, A Iguarán, A Valderrama, CT: Sánchez
Copa América 19871 Higuita, 2 Perea, 3 Molina, 4 Herrera, 5 Hoyos, 6 Pérez, 7 de Ávila, 8 Álvarez, 9 Galeano, 10 Valderrama, 11 Redín, 12 Jiménez, 13 Tréllez, 14 Mendoza, 15 Angulo, 16 Porras, 17 Coll, 18 Gómez, 19 Iguarán, 20 Escobar, CT: Maturana
Copa América 19891 Higuita, 2 Escobar, 3 Gi. Gómez, 4 Pérez, 5 Hoyos, 6 Ga. Gómez, 7 de Ávila, 8 García, 9 Angulo, 10 Valderrama, 11 Redín, 12 Villa, 13 Mendoza, 14 Álvarez, 15 Perea, 16 Iguarán, 17 Tréllez, 18 Cabrera, 19 Niño, 20 Hernández, CT: Maturana
Copa América 19911 Higuita, 2 Escobar, 3 Martínez, 4 Pimentel, 5 Herrera, 6 Pareja, 7 de Ávila, 8 García, 9 Valenciano, 10 Valderrama, 11 Redín, 12 Calero, 13 Cabrera, 14 Álvarez, 15 Perea, 16 Estrada, 17 Osorio, 18 Iguarán, 19 Usuriaga, 20 Rincón, 21 Vargas Cortés, 22 Niño, CT: L. García
Copa América 19931 Córdoba, 2 Cortés, 3 Mendoza, 4 Herrera, 5 Gaviria, 6 Gómez, 7 O. Maturana, 8 García, 9 Aristizábal, 10 Valderrama, 11 Valencia, 12 Mondragón, 13 Pacheco, 14 Álvarez, 15 Perea, 16 Lozano, 17 Asprilla, 18 Osorio, 19 Rincón, 20 W. Pérez, 21 J. Pérez, 22 Pazo, CT: F. Maturana
Copa América 19951 Higuita, 2 Santa, 3 Mendoza, 4 Fernández, 5 Bermúdez, 6 Gaviria, 7 Guerrero, 8 Lozano, 9 Arboleda, 10 Valderrama, 11 Asprilla, 12 Calero, 13 Cabrera, 14 Álvarez, 15 Mosquera, 16 Aristizábal, 17 León, 18 Cardona, 19 Rincón, 20 Quiñónez, 21 Cassiani, 22 Córdoba, CT: Gómez
Copa América 19971 Mondragón, 2 Córdoba, 3 C. Asprilla, 4 Santa, 5 Bermúdez, 6 Pérez, 7 Zuleta, 8 Estrada, 9 Aristizábal, 10 Mafla, 11 F. Asprilla, 12 Calero, 13 Cabrera, 14 Gaviria, 15 Mosquera, 16 Moreno, 17 Ricard, 18 Bonilla, 19 Escobar, 20 Pacheco, 21 Zapata, 22 Morantes, CT: Gómez
Copa América 19991 Calero, 2 Córdoba, 3 Cortés, 4 Viveros, 5 Bermúdez, 6 Ramírez, 7 Congo, 8 Lozano, 9 Bonilla, 10 Morantes, 11 Zambrano, 12 Higuita, 13 Bolaño, 14 Betancourth, 15 Portocarrero, 16 González, 17 Montaño, 18 Quintana, 19 Ricard, 20 Grisales, 21 Yepes, 22 Julio, CT: Álvarez
Copa América 20011 Ó. Córdoba, 2 I. Córdoba, 3 Yepes, 4 Cortés, 5 Orozco, 6 Vargas, 7 Becerra, 8 Ferreira, 10 Aristizábal, 11 Arriaga, 12 Calero, 13 Restrepo, 14 López, 15 Murillo, 16 González, 17 Ramírez, 18 Castillo, 19 Grisales, 20 Bedoya, 21 Díaz, 23 Molina, 24 Hernández, CT: Maturana
Copa América 20041 Henao, 2 González, 3 Castrillón, 4 Sinisterra, 5 Orozco, 6 Díaz, 7 Moreno, 8 Ferreira, 9 Herrera, 10 Morantes, 11 Murillo, 12 Castillo, 13 Dinas, 14 Perea, 15 Viáfara, 16 Congo, 17 Patiño, 18 Aguilar, 19 Amaya, 20 Victoria, 21 Palacio, 22 Martínez, CT: Rueda
Copa América 20071 Calero, 2 Córdoba, 3 Yepes, 4 Vallejo, 5 Arizala, 6 Vargas, 7 E. Perea, 8 Ferreira, 9 Domínguez, 10 Chitiva, 11 Rodallega, 12 Zapata, 13 Marín, 14 L. Perea, 15 Viáfara, 16 Benítez, 17 Castrillón, 18 Rey, 19 Valoyes, 20 Torres, 21 Banguero, 22 Zúñiga, CT: Pinto
Copa América 20111 Ramos, 2 Zapata, 3 Yepes, 4 Bolívar, 5 Anchico, 6 Sánchez, 7 Armero, 8 Aguilar, 9 Falcao, 10 Cuadrado, 11 Rodallega, 12 L. Martínez, 13 Guarín, 14 Perea, 15 Valencia, 16 Soto, 17 Moreno, 18 Zúñiga, 19 Gutiérrez, 20 Ramos, 21 J. Martínez, 22 Mosquera, 23 Castillo, CT: Gómez
Copa América 20151 Ospina, 2 Zapata, 3 Franco, 4 Arias, 5 Valencia, 6 Sánchez, 7 Armero, 8 Cardona, 9 Falcao, 10 Rodríguez, 11 Cuadrado, 12 Vargas, 13 Andrade, 14 Valdés, 15 Mejía, 16 Ibarbo, 17 Bacca, 18 Zúñiga, 19 Gutiérrez, 20 Muriel, 21 Martínez, 22 Murillo, 23 Bonilla, CT: Pekerman
Copa América Centenario1 Ospina, 2 C. Zapata, 3 Mina, 4 Arias, 5 Celis, 6 Sánchez, 7 Bacca, 8 Cardona, 9 Martínez, 10 Rodríguez, 11 Cuadrado, 12 R. Zapata, 13 Pérez, 14 Aguilar, 15 Medina, 16 Torres, 17 D. Moreno, 18 Fabra, 19 Díaz, 20 Roa, 21 M. Moreno, 22 Murillo, 23 Bonilla, CT: Pekerman
Copa América 20191 Ospina, 2 C. Zapata, 3 Medina, 4 Arias, 5 Barrios, 6 Tesillo, 7 D. Zapata, 8 Cardona, 9 Falcao, 10 Rodríguez, 11 Cuadrado, 12 Vargas, 13 Mina, 14 Díaz, 15 Uribe, 16 Lerma, 17 Borja, 18 Cuéllar, 19 Muriel, 20 Martínez, 21 Lucumí, 22 Montero, 23 Sánchez, CT: Queiroz
Copa América 20211 Ospina, 2 Medina, 3 Murillo, 4 Cuesta, 5 Barrios, 6 Tesillo, 7 Zapata, 8 Cuéllar, 9 Muriel, 10 Cardona, 11 Cuadrado, 12 Vargas, 13 Mina, 14 Díaz, 15 Uribe, 16 Muñoz, 17 Moreno, 18 Borré, 19 Borja, 20 Campaz, 21 Pérez, 22 Quintana, 23 Sánchez, 24 Lucumí, 25 Perlaza, 26 Fabra, 27 Morelos, 28 Chará, CT: Rueda
Copa América 20241 Ospina, 2 Cuesta, 3 Lucumí, 4 S. Arias, 5 Castaño, 6 Ríos, 7 Díaz, 8 Carrascal, 9 Borja, 10 Rodríguez, 11 J. Arias, 12 Vargas, 13 Mina, 14 Durán, 15 Uribe, 16 Lerma, 17 Mojica, 18 Sinisterra, 19 Borré, 20 Quintero, 21 Muñoz, 22 Asprilla, 23 Sánchez, 24 Córdoba, 25 Montero, 26 Machado, CT: Lorenzo

### Gold Cup
CONCACAF Gold Cup 20001 Calero, 2 A. Mosquera, 3 Cortés, 4 C. Asprilla, 5 Martínez, 6 Bolaño, 7 Hurtado, 8 Oviedo, 9 Congo, 10 F. Asprilla, 11 Zapata, 12 Henao, 13 López, 14 Pérez, 15 Bedoya, 16 B. Mosquera, 17 Candelo, 18 Castillo, 19 Dinas, 20 Bonilla, 21 Chitiva, 22 Gómez, CT: García
CONCACAF Gold Cup 20031 Mondragón, 2 Virviescas, 3 Orozco, 4 Vallejo, 5 Mera, 6 Perea, 7 Patiño, 8 Lozano, 9 Vásquez, 10 Hernández, 11 Murillo, 12 Henao, 13 Montoya, 14 Molina, 15 Velásquez, 16 Bustos, 17 Restrepo, 18 Castillo, CT: Maturana
CONCACAF Gold Cup 20051 Mondragón, 2 Benítez, 3 de la Cuesta, 4 Mendoza, 5 González, 6 J.C. Ramírez, 7 Guarín, 8 A. Ramírez, 9 Rentería, 10 Moreno, 11 Valoyes, 12 Martínez, 13 Anchico, 14 Palacio, 15 Castrillón, 16 Hurtado, 17 Patiño, 18 Arzuaga, 19 Leal, 20 Torres, 21 Aguilar, 22 Passo, 23 Briceño, CT: Rueda

### Confederations Cup
FIFA Confederations Cup 20031 Ó. Córdoba, 2 I. Córdoba, 3 Yepes, 4 Ramos, 5 Mera, 6 Vallejo, 7 Becerra, 8 Valentierra, 9 Aristizábal, 10 Hernández, 11 Murillo, 12 Henao, 13 Alcázar, 14 Díaz, 15 Velásquez, 16 Arriaga, 17 Arzuaga, 18 Caballero, 19 Mosquera, 20 Bedoya, 21 Patiño, 22 L. Martínez, 23 G. Martínez, CT: Maturana

### Giochi olimpici
NOTA: per le informazioni sulle rose successive al 1948 visionare la pagina della Nazionale olimpica.

## Rosa attuale
Lista dei giocatori convocati per le gare di qualificazione al campionato mondiale di calcio 2026 del 15 e 19 novembre 2024.
Presenze e reti aggiornate al termine della seconda gara.
|  | P | David Ospina            | 31 agosto 1988    | 128 | -105 | Atlético Nacional |  |  |
|  | P | Camilo Vargas           | 9 marzo 1989      | 35  | -30  | Atlas             |  |  |
|  | P | Álvaro Montero          | 29 aprile 1995    | 8   | -1   | Millonarios       |  |  |
|  |   |                         |                   |     |      |                   |  |  |
|  | D | Davinson Sánchez        | 12 giugno 1996    | 68  | 3    | Galatasaray       |  |  |
|  | D | Santiago Arias          | 13 gennaio 1992   | 62  | 0    | Bahia             |  |  |
|  | D | Yerry Mina              | 24 settembre 1994 | 48  | 7    | Cagliari          |  |  |
|  | D | Daniel Muñoz            | 26 maggio 1996    | 36  | 3    | Crystal Palace    |  |  |
|  | D | Johan Mojica            | 21 agosto 1992    | 36  | 1    | Maiorca           |  |  |
|  | D | Jhon Lucumí             | 26 giugno 1998    | 26  | 0    | Bologna           |  |  |
|  | D | Carlos Cuesta           | 9 marzo 1999      | 21  | 0    | Genk              |  |  |
|  | D | Cristian Borja          | 2 settembre 1992  | 7   | 0    | América           |  |  |
|  |   |                         |                   |     |      |                   |  |  |
|  | C | James Rodríguez         | 12 luglio 1991    | 112 | 29   | Rayo Vallecano    |  |  |
|  | C | Mateus Uribe            | 21 marzo 1991     | 61  | 6    | Al-Sadd           |  |  |
|  | C | Juan Fernando Quintero  | 18 gennaio 1993   | 41  | 5    | Racing Club       |  |  |
|  | C | Jhon Arias              | 21 settembre 1997 | 27  | 3    | Fluminense        |  |  |
|  | C | Richard Ríos            | 2 giugno 2000     | 19  | 2    | Palmeiras         |  |  |
|  | C | Jorge Carrascal         | 25 maggio 1998    | 18  | 2    | Dinamo Mosca      |  |  |
|  | C | Kevin Castaño           | 29 settembre 2000 | 16  | 0    | Krasnodar         |  |  |
|  | C | Juan Portilla           | 12 settembre 1998 | 3   | 0    | Talleres (C)      |  |  |
|  | C | Sebastián Gómez Londoño | 23 luglio 2003    | 2   | 0    | Coritiba          |  |  |
|  | C | Gustavo Puerta          | 23 luglio 2003    | 0   | 0    | Hull City         |  |  |
|  |   |                         |                   |     |      |                   |  |  |
|  | A | Luis Fernando Díaz      | 13 gennaio 1997   | 61  | 16   | Liverpool         |  |  |
|  | A | Rafael Santos Borré     | 15 settembre 1995 | 39  | 6    | Internacional     |  |  |
|  | A | Jhon Córdoba            | 11 maggio 1993    | 15  | 4    | Krasnodar         |  |  |
|  | A | Jhon Durán              | 13 dicembre 2003  | 15  | 2    | Aston Villa       |  |  |
|  | A | Carlos Andrés Gómez     | 20 aprile 1999    | 4   | 3    | Rennes            |  |  |

## Record individuali
Record aggiornati all'11 giugno 2025.
- In grassetto i giocatori ancora in attività in nazionale.

### Classifica presenze

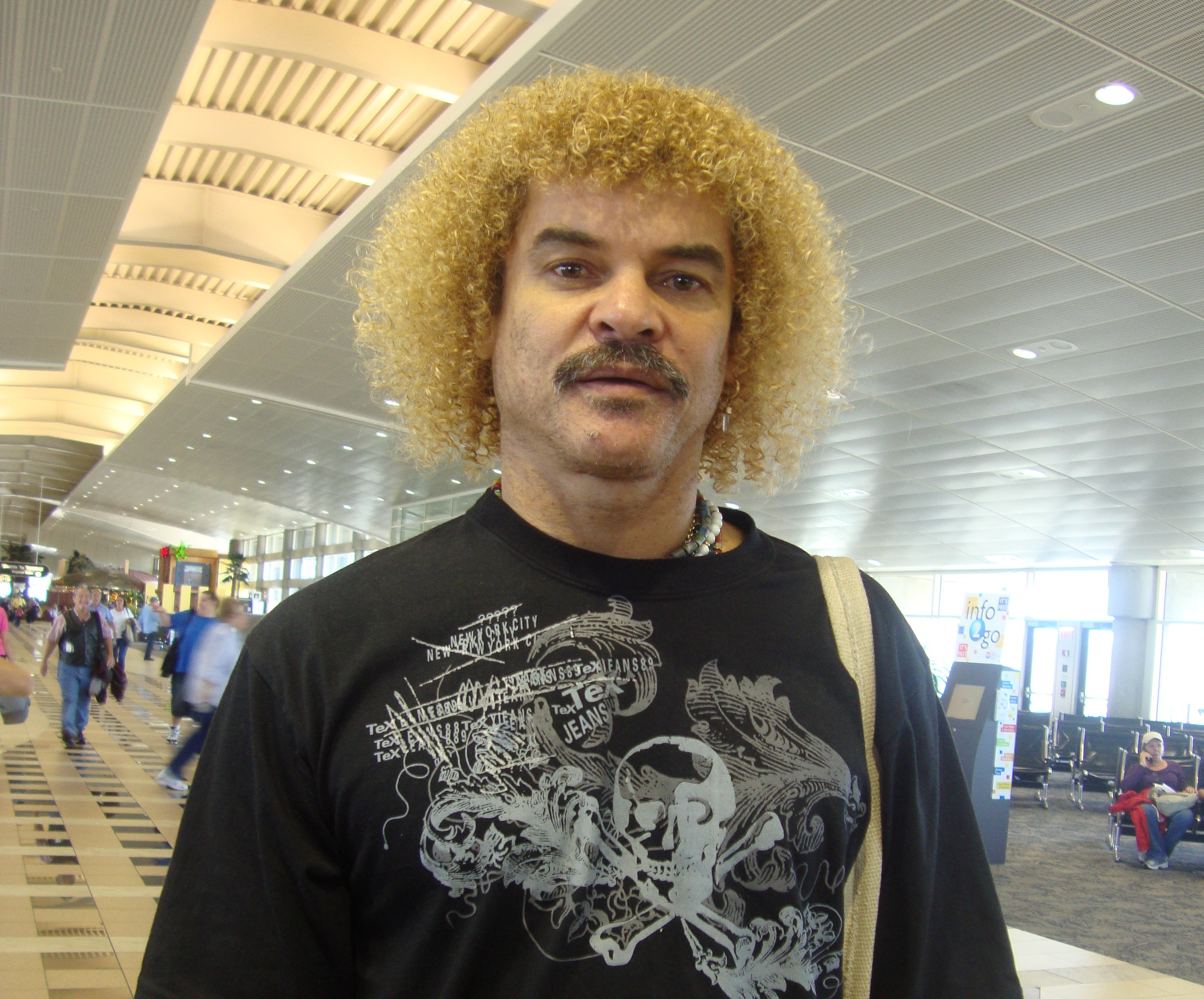
Carlos Valderrama, quarto nella classifica di presenze con la nazionale colombiana

| Posi. | Giocatore         | Presenze | Reti | Periodo   |
| ----- | ----------------- | -------- | ---- | --------- |
| 1     | David Ospina      | 128      | 0    | 2007-     |
| 2     | Juan Cuadrado     | 116      | 11   | 2010-2023 |
| 2     | James Rodríguez   | 116      | 29   | 2011-     |
| 4     | Carlos Valderrama | 111      | 11   | 1985-1998 |
| 5     | Radamel Falcao    | 104      | 36   | 2007-2023 |
| 6     | Mario Yepes       | 102      | 6    | 1999-2014 |
| 7     | Leonel Álvarez    | 101      | 1    | 1985-1997 |
| 8     | Carlos Sánchez    | 88       | 0    | 2007-2018 |
| 9     | Freddy Rincón     | 84       | 17   | 1990-2001 |
| 10    | Luis Carlos Perea | 78       | 0    | 1987-1994 |

### Classifica reti

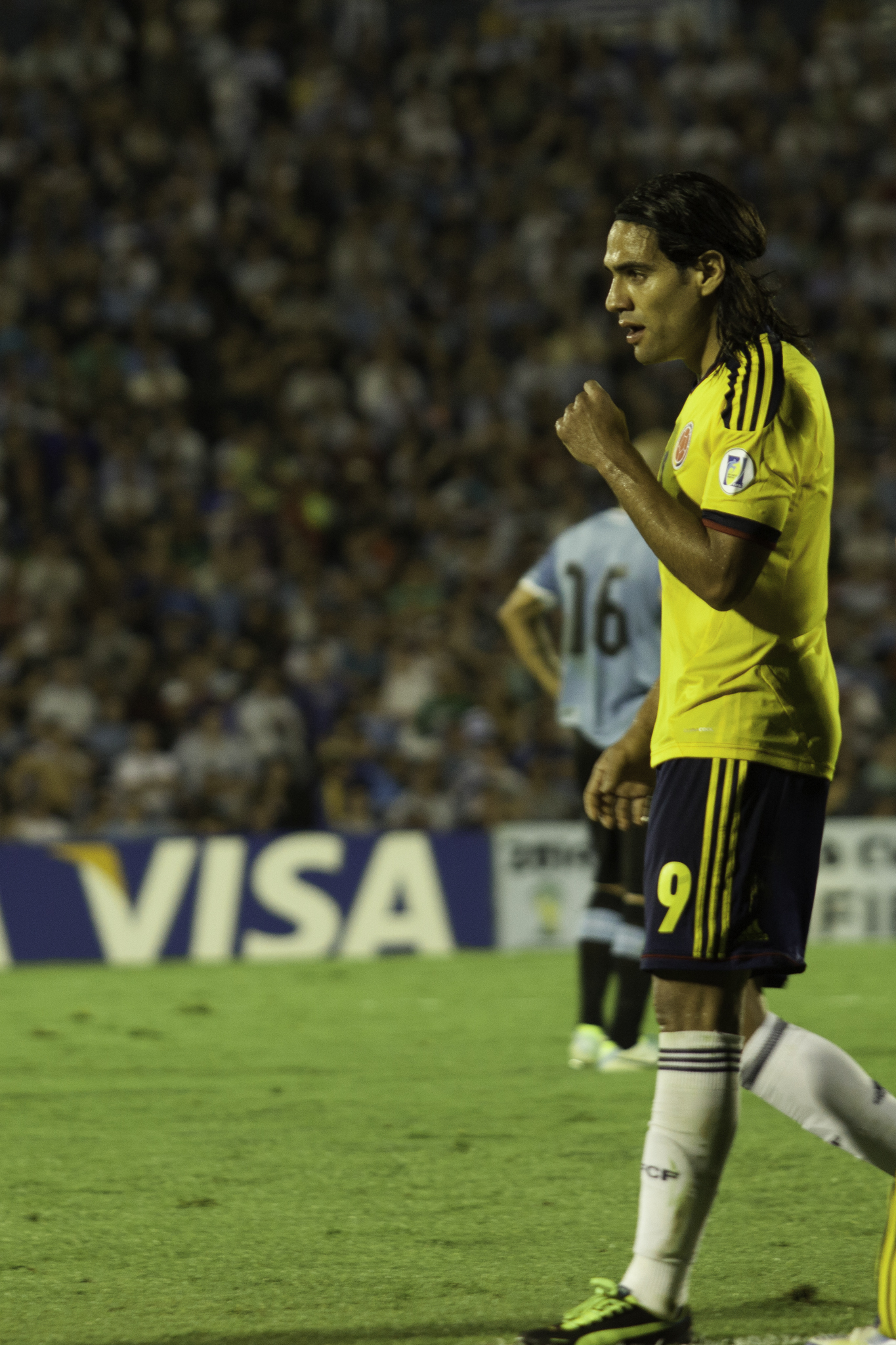
Radamel Falcao, primatista di reti con la nazionale colombiana

| Pos. | Giocatore          | Reti | Presenze | Periodo   |
| ---- | ------------------ | ---- | -------- | --------- |
| 1    | Radamel Falcao     | 36   | 104      | 2007-2023 |
| 2    | James Rodríguez    | 29   | 116      | 2011-     |
| 3    | Arnoldo Iguarán    | 25   | 68       | 1979-1993 |
| 4    | Faustino Asprilla  | 20   | 57       | 1993-2001 |
| 5    | Luis Fernando Díaz | 19   | 64       | 2018-     |
| 6    | Freddy Rincón      | 17   | 84       | 1990-2001 |
| 7    | Carlos Bacca       | 16   | 52       | 2010-2018 |
| 8    | Teófilo Gutiérrez  | 15   | 52       | 2009-2017 |
| 8    | Víctor Aristizábal | 15   | 66       | 1993-2003 |
| 10   | Adolfo Valencia    | 14   | 37       | 1992-1998 |